# Ambasadorowie Stanów Zjednoczonych w Holandii
Pierwszym stałym reprezentantem dyplomatycznym USA w Holandii był przybyły w 1782 roku do Amsterdamu, minister pełnomocny John Adams.

## Ambasadorzy, ministrowie pełnomocni i posłowie USA w Holandii

### XVIII wiek
- John Adams
  - 19-IV-1782 do 30-III-1788

- Charles W. F. Dumas
  - 15-X-1782 do 1790
  - Interim

- William Short
  - 18-VI-1792 do 19-XII-1792

- John Quincy Adams
  - 06-XI-1794 do 20-VI-1797

- William Vans Murray
  - 20-VI-1797 do 02-IX-1801

### XIX wiek
- William Eustis
  - 20-VII-1815 do 05-V-1818

- Alexander H. Everett
  - 04-I-1819 do 07-IV-1824

- Christopher Hughes
  - 10-VII-1826 do 28-I-1830

- William Pitt Preble
  - 28-I-1830 do 02-V-1831

- Auguste Davezac
  - 30-XII-1831 do 13-VII-1839

- Harmanus Bleecker
  - 13-VII-1839 do 22-VIII-1842

- Christopher Hughes
  - 22-VIII-1842 do 28-VI-1845

- Auguste Davezac
  - 28-VI-1845 do 16-IX-1850

- George Folsom
  - 16-IX-1850 do 11-X-1853

- August Belmont
  - 11-X-1853 do 22-IX-1857

- Henry C. Murphy
  - 24-IX-1857 do 08-VI-1861

- James S. Pike
  - 08-VI-1861 do 29-V-1866

- Albert Rhodes
  - 19-X-1866 do 01-XII-1866

- Hugh Ewing
  - 01-XII-1866 do 31-X-1870

- Charles T. Gorham
  - 15-XII-1870 do 09-VII-1875

- James Birney
  - 29-III-1876 do 20-IV-1882

- William L. Dayton
  - 26-IX-1882 do 08-VI-1885

- Isaac Bell Jr.
  - 08-I-1885 do 29-IV-1888

- Robert Roosevelt
  - 10-VIII-1888 do 17-V-1889

- Samuel R. Thayer
  - 24-V-1889 do 07-VIII-1893

- William E. Quinby
  - 11-VIII-1893 do 26-VII-1897

- Stanford Newel
  - 19-VIII-1897 do 30-VI-1905

### XX wiek
- David J. Hill
  - 15-VII-1905 do 01-VI-1908

- Arthur M. Beaupre
  - 15-VI-1908 do 25-IX-1911

- Lloyd Bryce
  - 16-XI-1911 do 10-IX-1913

- Henry van Dyke
  - 15-X-1913 do 11-I-1917

- John W. Garrett
  - 11-X-1917 do 18-I-1919

- William Phillips
  - 23-IV-1920 do 11-IV-1922

- Richard M. Tobin
  - 01-V-1923 do 29-VIII-1929

- Gerrit John Diekema
  - 20-XI-1929 do 20-XII-1930

- Laurits S. Swenson
  - 29-IV-1931 do 05-III-1934

- Grenville T. Emmet
  - 21-III-1934 do 21-VIII-1937

- George A. Gordon
  - 10-IX-1937 do 13-V-1940
  - Holenderski rząd ewakuuje się do Anglii

- Anthony J. Drexel Biddle Jr.
  - 27-Mar-1941 do 01-Dec-1943
  - przy rządzie emigracyjnym w Anglii

- Stanley K Hornbeck
  - 08-XII-1944 do 07-III-1947
  - w Anglii

- Herman B. Baruch
  - 12-IV-1947 do 26-VIII-1949

- Selden Chapin
  - 27-X-1949 do 30-X-1953

- Freeman Matthews
  - 25-XI-1953 do 11-VI-1957

- Philip Young
  - 27-VI-1957 do 20-XII-1960

- John S. Rice
  - 06-V-1961 do 27-V-1964

- William R. Tyler
  - 23-VI-1965 do 20-VI-1969

- J. William Middendorf II
  - 09-VI-1969 do 10-VI-1973

- Kingdon Gould Jr.
  - 18-X-1973 do 30-IX-1976

- Robert McCloskey
  - 22-X-1976 do 10-III-1978

- Geri M. Joseph
  - 06-IX-1978 do 17-VI-1981

- William Dyess
  - 02-IX-1982 do 19-I-1983

- Paul Bremer
  - 31-VIII-1983 do 25-VIII-1986

- John Shad
  - 24-I-1987 do 23-II-1989

- C. Howard Wilkins Jr.
  - 13-VII-1989 do 11-VII-1992

- Thomas H. Gewecke
  - VII-1992 do VII-1993
  - Interim

- Michael Klosson
  - VII-1993 do III-1994
  - Interim

- K. Terry Dornbush
  - 16-III-1994 do 28-VII-1998

- Cynthia P. Schneider
  - 02-IX-1998 do 17-VI-2001

- Clifford Sobel
  - 06-XII-2001 do 24-VIII-2005

- Roland Arnall
  - 2006 do 7-III-2008